# Ferenc Orosz
Ferenc Orosz (Budapest, 11 ottobre 1969) è un ex calciatore ungherese, di ruolo attaccante.

## Carriera
Fu capocannoniere del campionato ungherese nel 1992 a pari merito con Pál Fischer.